# Xã Bennington, Quận Licking, Ohio
Xã Bennington (tiếng Anh: Bennington Township) là một xã thuộc quận Licking, tiểu bang Ohio, Hoa Kỳ. Năm 2010, dân số của xã này là 1.687 người.